# Cornwallis Valley Railway
Cornwallis Valley Railway (CVR) era una società ferroviaria della Nuova Scozia, in Canada che eserciva una linea ferroviaria tra Kentville e Kingsport, nella valle del fiume Cornwallis.
La società Cornwallis Valley Railway fu fondata nel 1887 da un gruppo di agricoltori e di commercianti di Canning tra i quali era anche un membro del Parlamento, Frederick William Borden. La ferrovia fu costruita con l'impiego di maestranze locali dirette da personale esperto. L'apertura della linea, di circa 23 km, avvenne il 22 dicembre 1890, con l'impiego di materiale rotabile noleggiato dalla Windsor and Annapolis Railway (W&A) e facilitazioni operative al terminale di Kentville. Essendo nata per le esigenze di trasporto delle mele prodotte nella valle di Annapolis vennero costruiti subito grandi magazzini merci nei vari punti di raccolta e lavorazione. Rivelatasi subito una linea produttiva, il 26 luglio del 1892, venne acquistata dalla Windsor and Annapolis Railway. Quando quest'ultima nel 1894 si ricostituì come Dominion Atlantic Railway (DAR), la CVR divenne una divisione di essa, tuttavia il nome storico continuò ad essere utilizzato localmente fino alla chiusura della linea negli anni novanta del XX secolo.

## La piccola rete CVR

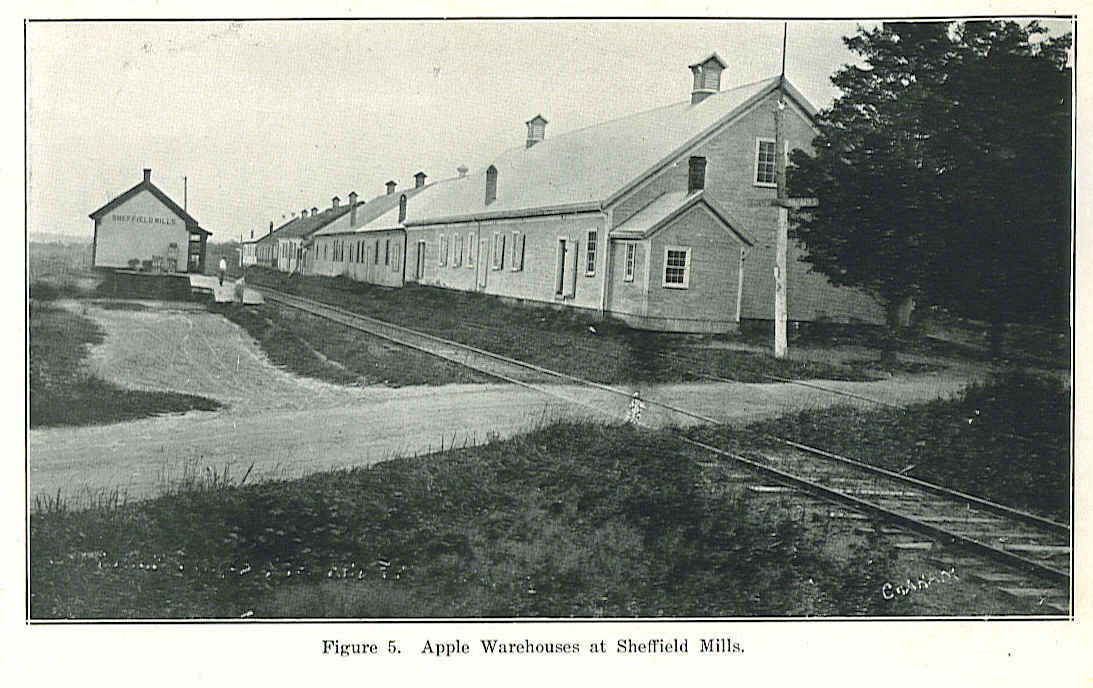
Tipica immagine della ferrovia negli anni trenta: la piccola stazione di Sheffield Mills fronteggiata da un gigantesco deposito di mele

### Percorso
La linea attraversava il fiume omonimo, il Cornwallis, a Kentville e correva in direzione nord verso la stazione di Campo Aldershot, base militare, Steam Mill Village e Centreville; poi girava verso est e Ford Crossing (Gibson Woods), Sheffield Mills, Hillaton, Canning, Pereau e terminava sul grande molo di Kingsport. Un ulteriore ramo di 12 miglia, la North Mountain Line fu aggiunto nel 1914 da Centreville a Weston.

### Traffico
Il traffico della CVR fu redditizio in quanto basato sulle esportazioni di mele e di merci; quello passeggeri traeva vantaggio dai collegamenti marittimi al molo di Kingsport. Nonostante la brevità della linea i magazzini merci per l'ammasso di mele giunsero ad essere circa 30. Nei primi decenni il traffico arrivò a sei corse programmate di treni al giorno. Per la parte centrale della Kings County sosteneva un buon traffico pendolare scolastico e operaio. Nel 1914 venne aggiunto un ramo occidentale fino a Weston; l'estensione verso ovest venne iniziata nel 1905 da un bivio a Centreville e prese il nome di North Mountain Railway.

### Dismissione
Nel secondo dopoguerra il crollo del mercato e lo sviluppo del trasporto su strada provocarono il progressivo abbandono degli impianti già negli anni sessanta.
Il 22 settembre 1993, CP Rail, ultima proprietaria della DAR, abbandonò tutte le tratte ad ovest e a nord di Kentville mettendone in vendita le aree e il sedime. Dell'antica linea sopravvive solo, Camp Aldershot, la stazione che serviva la "Land Force Atlantic Area Training Centre Aldershot", utilizzata come sede della banda militare del campo.